# Kottuvally
Kottuvally là một thị trấn thống kê (census town) của quận Ernakulam thuộc bang Kerala, Ấn Độ.

## Nhân khẩu
Theo điều tra dân số năm 2001 của Ấn Độ, Kottuvally có dân số 37.884 người. Phái nam chiếm 49% tổng số dân và phái nữ chiếm 51%. Kottuvally có tỷ lệ 84% biết đọc biết viết, cao hơn tỷ lệ trung bình toàn quốc là 59,5%: tỷ lệ cho phái nam là 86%, và tỷ lệ cho phái nữ là 83%. Tại Kottuvally, 10% dân số nhỏ hơn 6 tuổi.